# Gillis Lech
Gillis Lech, född 16 oktober 1881, död 25 februari 1971 i Igelösa, Malmöhus län, var en skånsk (svensk) språkforskare. Hans bestående gärning är bidrag till kunskapen om skånemålens morfologi och muntliga litteratur. Hans arbeten byggde till stor del på Skånska landsmålsföreningens samlingar.

## Biografi
Gillis Lech blev filosofie kandidat 1912, filosofie magister 1914, filosofie licentiat 1919, och filosofie doktor 1925, allt vid Lunds universitet. Han var från 1932 lektor i modersmålet vid Kalmar högre allmänna läroverk.